# 克拉马斯河
克拉马斯河（英語：Klamath River，Karuk: Ishkêesh, Klamath: Koke, 尤罗克语: Hehlkeek 'We-Roy）是一条美国河流，流经俄勒冈州和加利福尼亚州北部，全长414千米，最终注入太平洋。克拉马斯河是加利福尼亚州平均流量仅次于萨克拉门托河的第二大河流。流域面积近41,000平方，覆盖从俄勒冈州南部干旱地区到太平洋沿岸的溫帶雨林。与大多数河流不同，克拉马斯河起源于高原沙漠，穿过崎岖的喀斯喀特山脉和克拉马斯山脉到达大海。上游盆地曾经拥有广阔的淡水沼泽，为丰富的野生动物提供了栖息地，包括数百万迁徙鸟类，今天用于农牧业；而下游盆地大多仍保持原始，其中大部分被指定为国家荒野。这个流域以其独特的地理特征而闻名，被《国家地理》杂志称为“颠倒的河流”。
克拉马斯河是北美哥倫比亞河以南重要的洄游鱼类洄游河流。这里的鲑鱼、钢头鱼和虹鱒已经适应了这里相对于太平洋西北地区其他河流来说异常高的水温和酸碱度。这些鱼类是当地原住民至少7000年以来的主要食物来源。1820年代，哈德逊湾公司的皮草猎人成为首批进入克拉玛斯河流域的欧洲人，他们在克拉马斯和特里尼蒂河沿岸建立了锡斯基尤小径到达萨克拉门托谷。在欧洲人的移民过程中的几十年内，当地居民被迫居住在保留区。在加利福尼亞淘金潮的后期，越来越多的矿工开始在克拉玛斯河及其支流上工作，给环境带来了相当大的破坏。冲突和引进的疾病使土著部落遭受了巨大的伤害，其人口减少到原来的10％。

## 流程

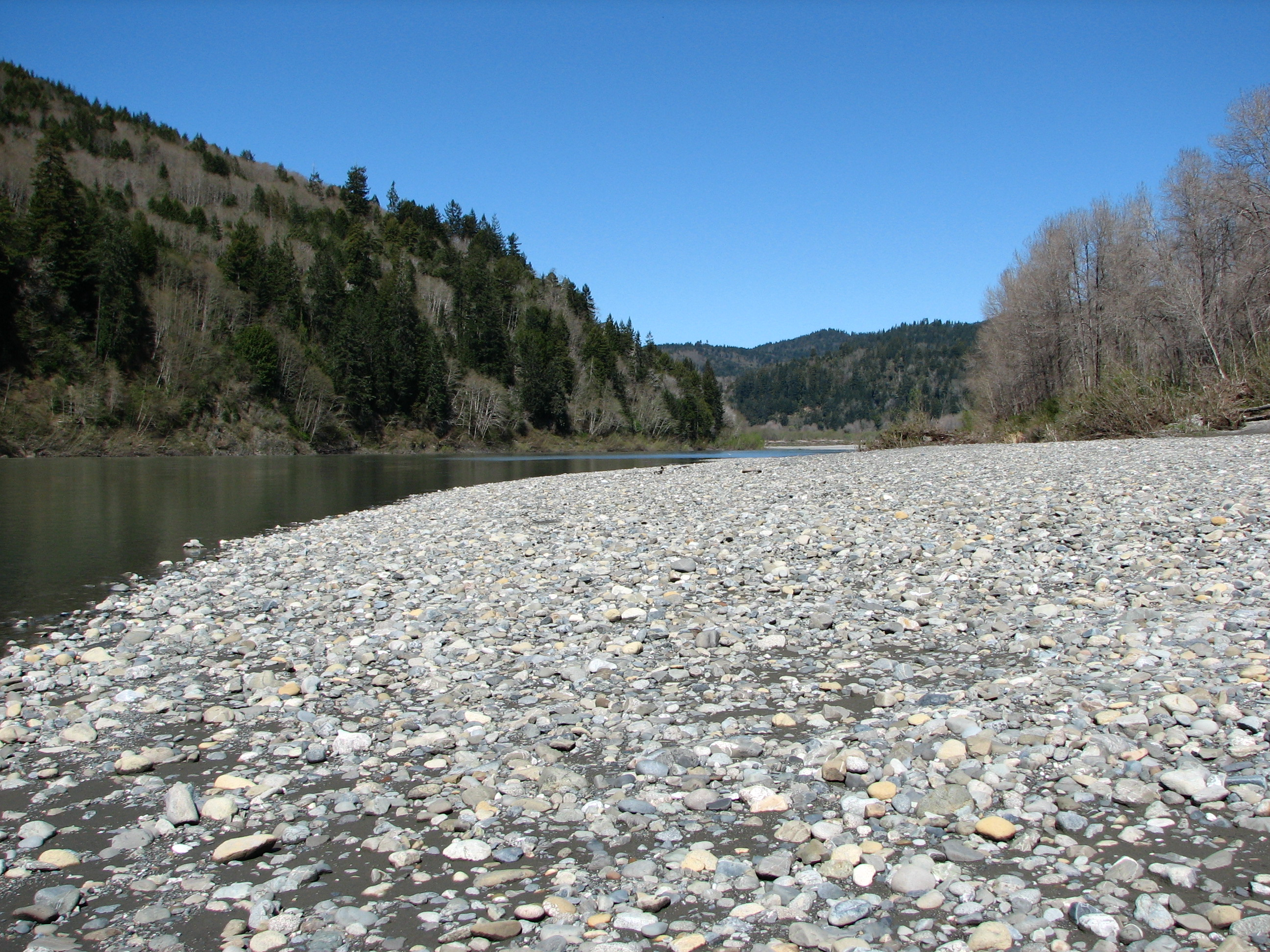
The Klamath River approaching its mouth on the Pacific, near Klamath, California

克拉马斯河源自上克拉马斯湖，该湖位于喀斯喀特高山山脉南部东坡宽广的山谷中，由威廉森河和伍德河汇聚而成。威廉森河源头位于维纳玛国家森林，而伍德河则发源于火山口湖國家公園附近。克拉马斯河在克拉马斯佛斯镇向南流出克拉马斯湖后，约2.8公里后便又流入伊瓦纳湖水库中，这一段河流又被称为连接河，通过B运河与Lost River相连，作为联邦克拉马斯灌溉项目的一部分，运河能够根据需要将水流向两个河流之间。

伊瓦纳湖下游约30公里建有基诺大坝控制其出水。之后，克拉马斯河向西南流动，经过大部分干涸的下克拉马斯湖床和水电站约翰·C·博伊尔大坝。流入加利福尼亚州后，又经过另外三座水电站，在霍恩布魯克镇附近汇入莎斯塔河，向西进入克拉马斯山脉峡谷。
斯科特河汇流后，克拉马斯河继续沿着南侧锡斯基尤山脉向西流动，到在哈皮坎普镇附近急转向南。此后，它流经克拉马斯国家森林和六河国家森林，通过急流峡谷向西南流动，东侧汇入萨蒙河，穿过奧爾良斯。在韋特佩克，河流到达最南端，并急转向北，汇入主要支流——特里尼蒂河。之后，河流海拔接近海平面，水流减缓。在其余的流程中，克拉马斯河一路西北流动，穿过尤罗克印第安人保护区和克拉马斯镇，在克雷森特城以南26公里雷夸的一个大潮汐河口灣入海。克拉马斯河的河口位于尤罗克保护区和红木国家公园共享的区域内，是所加利福尼亚海湾和河口政策指定的保护区。